# UCI Àfrica Tour 2007-2008
L'UCI Àfrica Tour 2007-2008 és la quarta edició de l'UCI Àfrica Tour, un dels cinc circuits continentals de ciclisme de la Unió Ciclista Internacional. Està format per vint-i-tres proves, organitzades entre el 5 d'octubre de 2007 i el 14 de setembre de 2008 a l'Àfrica.
El vencedor final fou el sud-africà Nicholas White, vencedor dels campionats d'Àfrica en ruta i en contrarellotge.

## Evolució del calendari

### Octubre de 2007
| Data | Cursa                   | Cat. | Vencedor           | Equip              |
| ---- | ----------------------- | ---- | ------------------ | ------------------ |
| 5-7  | Gran Premi Chantal Biya | 2.2  | Peter van Agtmaal  | Team CCN Sportwear |
| 26-4 | Tour de Faso            | 2.2  | Adil Jelloul       | Marroc             |
| 29-4 | Tour dels Aeroports     | 2.2  | Ahmed Mohammed Ali | Líbia              |

### Novembre de 2007
| Data | Cursa                                | Cat. | Vencedor       | Equip      |
| ---- | ------------------------------------ | ---- | -------------- | ---------- |
| 9    | Campionat d'Àfrica de contrarellotge | CC   | Nicholas White | Sud-àfrica |
| 11   | Campionat d'Àfrica en ruta           | CC   | Nicholas White | Sud-àfrica |

### Gener de 2008
| Data  | Cursa                  | Cat. | Vencedor     | Equip              |
| ----- | ---------------------- | ---- | ------------ | ------------------ |
| 16-20 | Tropicale Amissa Bongo | 2.1  | Lilian Jégou | Française des Jeux |

### Febrer de 2008
| Data  | Cursa                               | Cat. | Vencedor             | Equip           |
| ----- | ----------------------------------- | ---- | -------------------- | --------------- |
| 2     | Intaka Tech Worlds View Challenge 1 | 1.1  | Manuel Quinziato     | Liquigas        |
| 3     | Intaka Tech Worlds View Challenge 2 | 1.1  | Leonardo Bertagnolli | Liquigas        |
| 4     | Intaka Tech Worlds View Challenge 3 | 1.1  | Robert Hunter        | Team Barloworld |
| 6     | Intaka Tech Worlds View Challenge 4 | 1.1  | Robert Hunter        | Team Barloworld |
| 7     | Intaka Tech Worlds View Challenge 5 | 1.1  | Manuel Quinziato     | Liquigas        |
| 11-17 | Volta a Egipte                      | 2.2  | Jay Robert Thomson   | Team MTN        |
| 19    | Gran Premi de Xarm al xeic          | 1.2  | Amr Mahmoud          | Egipte          |

### Març de 2008
| Data  | Cursa                         | Cat. | Vencedor              | Equip            |
| ----- | ----------------------------- | ---- | --------------------- | ---------------- |
| 4-8   | Giro del Cap                  | 2.2  | Christian Pfannberger | Team Barloworld  |
| 7-11  | Tour ivorià de la Pau         | 2.1  | Rony Martias          | Bouygues Telecom |
| 15-21 | Volta a Líbia                 | 2.2  | Omar Hasanein         | Doha Team        |
| 28-6  | Volta al Camerun              | 2.2  | Joseph Sanda          | SNH Velo Club    |
| 30-5  | Tour de la Pharmacie Centrale | 2.2  | Thomas Nosari         |                  |

### Abril de 2008
| Data | Cursa                          | Cat. | Vencedor      | Equip |
| ---- | ------------------------------ | ---- | ------------- | ----- |
| 7    | Gran Premi de la Vila de Tunis | 1.2  | Azedine Lagab |       |
| 8    | Gran Premi Banque de l'Habitat | 1.2  | Azedine Lagab |       |

### Maig de 2008
| Data  | Cursa           | Cat. | Vencedor           | Equip        |
| ----- | --------------- | ---- | ------------------ | ------------ |
| 12-18 | Boucle du Coton | 2.2  | Gueswendé Sawadogo | Burkina Faso |
| 30-8  | Volta al Marroc | 2.2  | Alexey Shchebelin  | Cinelli-OPD  |

### Setembre de 2008
| Data | Cursa                                    | Cat. | Vencedor      | Equip       |
| ---- | ---------------------------------------- | ---- | ------------- | ----------- |
| 14   | Powerade Dome 2 Dome Cycling Spectacular | 1.2  | Nolan Hoffman | Team Neotel |

### Proves anul·lades
| Data                | Prova              | Cat. |
| ------------------- | ------------------ | ---- |
| 16-21 març          | Volta a Sud-àfrica | 2.2  |
| 28 abril-4 maig     | Volta a Tunísia    | 2.2  |
| 30 agost-6 setembre | Volta a Angola     | 2.2  |

## Classificacions finals
| Pos | Ciclista                    | Equip               | Punts |
| --- | --------------------------- | ------------------- | ----- |
| 1.  | Nicholas White (RSA)        | Team MTN            | 241   |
| 2.  | Jay Robert Thomson (RSA) *  | Team MTN            | 184   |
| 3.  | Robert Hunter (RSA)         | Team Barloworld     | 165   |
| 4.  | Hassen Ben Nasser (TUN) *   | -                   | 132   |
| 4.  | Christoff van Heerden (RSA) | Team Konica Minolta | 132   |
| 6.  | Adil Jelloul (MAR)          | -                   | 128   |
| 7.  | Azedine Lagab (ALG) *       | -                   | 118   |
| 8.  | Malcolm Lange (RSA)         | Team MTN            | 108   |
| 9.  | Ian McLeod (RSA)            | Team MTN            | 106   |
| 10. | Christian Pfannberger (AUT) | Team Barloworld     | 103   |

| Pos | Equip                | País       | Punts |
| --- | -------------------- | ---------- | ----- |
| 1.  | Team MTN             | Sud-àfrica | 885   |
| 2.  | Team Barloworld      | Regne Unit | 409   |
| 3.  | Team Neotel          | Sud-àfrica | 282   |
| 4.  | Doha Team            | Qatar      | 227   |
| 5.  | Team Konica Minolta  | Sud-àfrica | 150   |
| 6.  | Dukla Trenčín Merida | Eslovàquia | 133   |
| 7.  | Cinelli-OPD          | San Marino | 132   |
| 8.  | Bretagne-Armor Lux   | França     | 116   |
| 9.  | House of Paint       | Sud-àfrica | 94    |
| 10. | L.P.R. Brakes        | Irlanda    | 82    |

| Pos | País         | Punts |
| --- | ------------ | ----- |
| 1.  | Sud-àfrica   | 1459  |
| 2.  | Tunísia      | 512   |
| 3.  | Algèria      | 404   |
| 4.  | Marroc       | 343   |
| 5.  | Burkina Faso | 330   |
| 6.  | Namíbia      | 224   |
| 7.  | Camerun      | 209   |
| 8.  | Líbia        | 143   |
| 9.  | Lesotho      | 137   |
| 10. | Maurici      | 130   |

| Pos | País       | Punts |
| --- | ---------- | ----- |
| 1.  | Sud-àfrica | 481   |
| 2.  | Algèria    | 324   |
| 3.  | Tunísia    | 283   |
| 4.  | Eritrea    | 81    |
| 5.  | Maurici    | 67    |
| 6.  | Angola     | 54    |
| 7.  | Egipte     | 42    |
| 8.  | Líbia      | 24    |
| 9.  | Camerun    | 21    |
| 10. | Lesotho    | 16    |